# László Péter
László Péter (Rákosliget, 8 de juliol de 1929 - Londres, 6 de juny de 2008) va ser un professor emèrit d'Història d'Hongria a la Universitat de Londres. Va graduar-se a la Universitat Eötvös Loránd de Budapest i després va treballar com a arxiver i professor. Va marxar d'Hongria el 1956 i, posteriorment, es va un doctorar en Filosofia al Nuffield College de la Universitat d'Oxford. El 1961 va ser nomenat professor a la UCL School of Slavonic and East European Studies del University College de Londres on va esdevenir catedràtic el 1990. Es va jubilar l'any 1994.
László Péter va fer recerca sobre la història constitucional d'Hongria i la monarquia dels Habsburg, sobretot del segle xix. També va ser membre de l'Acadèmia Hongaresa de Ciències. Durant la Revolució hongaresa de 1956, Péter va ser nomenat membre del comitè revolucionari encarregat de la supervisió i catalogació dels arxius del Ministeri de l'Interior.

## Obra publicada
- Historians and the history of Transylvania.  East European Monographs, 1992.
- Resistance, rebellion and revolution in Hungary and Central Europe: commemorating 1956.  Hungarian Cultural Centre, UCL, 2008. ISBN 978-0-903425-79-7.
- Hungary's Long Nineteenth Century: Constitutional and Democratic Traditions in a European Perspective. Leiden and Boston: Brill, 2012. ISBN 978-90-04 22212-0.